# Antonio Maria Sanseverino

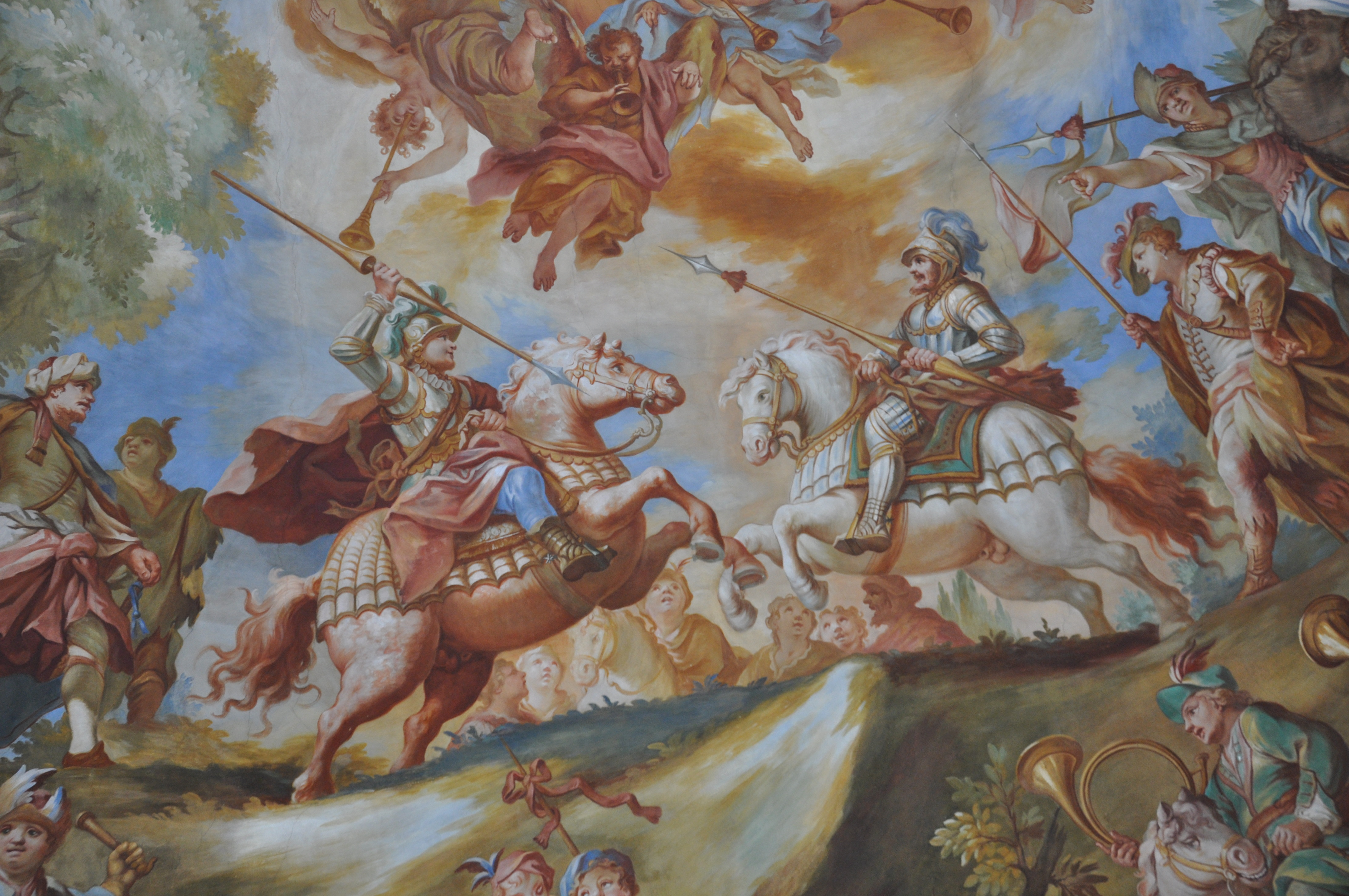
Duello tra Antonio Maria Sanseverino e Giovanni di Sonnenberg. Chiesa parrocchiale (ex collegiata) di Santa Caterina di Wolfegg.

Stemma Sanseverino

Antonio Maria Sanseverino (1458-60 ca. – Milano, 13 gennaio 1509) esercitò il mestiere del condottiero al servizio di diverse potenze italiane, fra cui la Repubblica di Venezia e il ducato di Milano, e del re di Francia, dal quale fu molto stimato. Per alcuni anni fu uomo di fiducia di Ludovico il Moro e capo della sua guardia personale.

## Biografia
Figlio terzogenito (sopravvissuto) del famoso condottiero napoletano Roberto Sanseverino e di Giovanna da Correggio, nobildonna emiliana figlia di Giovanni di Gherardo VI, ebbe per fratelli maggiori Gian Francesco e Fracasso, e per minore Galeazzo. Non se ne conosce né il luogo né la data di nascita, la quale si aggira comunque tra il 1458 e il 1460, e probabilmente in Lombardia, essendo intanto il padre passato al servizio dello zio Francesco Sforza. Solo sul finire del 1460 la famiglia poté rimpatriare nel regno di Napoli.
  

Anch'egli, come il fratello maggiore Fracasso, veniva elogiato per la straordinaria bellezza. Così ne parla infatti uno storico del tempo:
(Sigismondo de' Conti, Storie de' suoi tempi.)

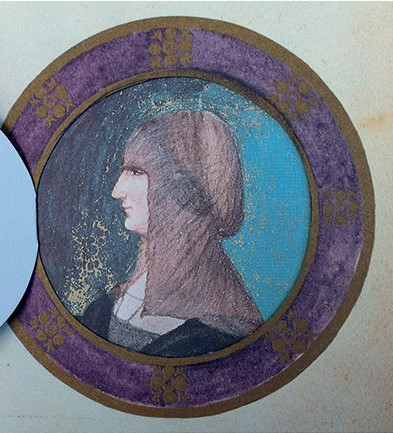
Miniatura di Margherita Pia di Montefeltro, moglie di Antonio Maria, dal manoscritto Tutte le dame del re (Cod. trivulziano n. 2159) miniato da Giovan Ambrogio Noceto.

Nel 1482 prese parte insieme al padre e ai fratelli alla cosiddetta Guerra del Sale, militando sul fronte veneziano contro il duca di Ferrara Ercole I d'Este. Nel febbraio 1483 sfidò il duca di Calabria Alfonso d'Aragona, cognato di Ercole, a duello: questi si fece sostituire da un proprio campione, il quale fu disarcionato da Antonio. Soltanto pochi giorni dopo, il 10 marzo, Antonio fu vittima di un incidente: mentre correva per il campo veneziano in sella a una cavalla, uno stocco che teneva al fianco lo perforò per errore all'inguine. Ricevuta questa notizia, Alfonso d'Aragona mandò il proprio medico, Bartolomeo da Crema, che era chirurgo ferrarese, al campo nemico affinché lo curasse.
Quando, nel giugno, i suoi fratelli Gian Francesco e Galeazzo decisero di disertare la condotta veneziana e di passare al servizio di Ludovico il Moro, Antonio Maria rimase invece col padre e col fratello Fracasso. In questo periodo fu anche soprannominato, in linguaggio cifrato, dilectus, diletto.
Il 22 agosto 1484, nei pressi di Bressana, ebbe battaglia col condottiero napoletano Rossetto da Capua.
Nel 1487 fu protagonista della famosa disfida di Pradaglia, combattuta contro il conte tedesco Giovanni Trucness di Waldburg, dalla quale uscì tuttavia sconfitto dopo aver ricevuto tre ferite piuttosto gravi.
Verso il 1489-90, insieme al fratello Fracasso, passò al servizio di Ludovico il Moro e vi rimase fino al 4 settembre 1495, quando, dopo aver partecipato alla battaglia di Fornovo, passò al servizio del re di Francia.
Stando alla cronaca di Marin Sanudo, nell'estate del 1502, trovandosi a Trento, Antonio Maria uccise con le proprie mani tal Giacomo Chalapin, dottore e cavaliere e primo uomo di Trento, cosicché si creò gran confusione.
Morì a Milano all'inizio del 1509. 

## Discendenza
Promesso inizialmente il 27 luglio 1490 a Margherita, figlia bambina del marchese Ludovico II di Saluzzo, aveva invece sposato verso il 1495 Margherita, figlia di Marco II Pio di Savoia, signore di Carpi.